# Rhynchobatus australiae
 Rhynchobatus australiae és un peix de la família dels rinobàtids i de l'ordre dels rajiformes.

## Morfologia
Pot arribar als 300 cm de llargària total.

## Reproducció
És ovovivípar.

## Distribució geogràfica
Es troba a les costes del Pacífic occidental: des del Golf de Tailàndia i Filipines fins a Queensland (Austràlia).